# Halden
Haldenⓘ là một thị xã và đô thị tại hạt Østfold, Na Uy. Trung tâm hành chính của đô thị này, Halden, tọa lạc ở đồng bằng sông Tista, biên giới cực nam giữa Na Uy và Thụy Điển.

## Thành phố kết nghĩa
Các thành phố sau kết nghĩa với Halden:
- - đô thị Ringsted, Sjælland, Đan Mạch
- - Skövde, Västra Götaland, Thụy Điển
- - Vammala, Länsi-Suomi, Phần Lan